# Jacek Dmoch

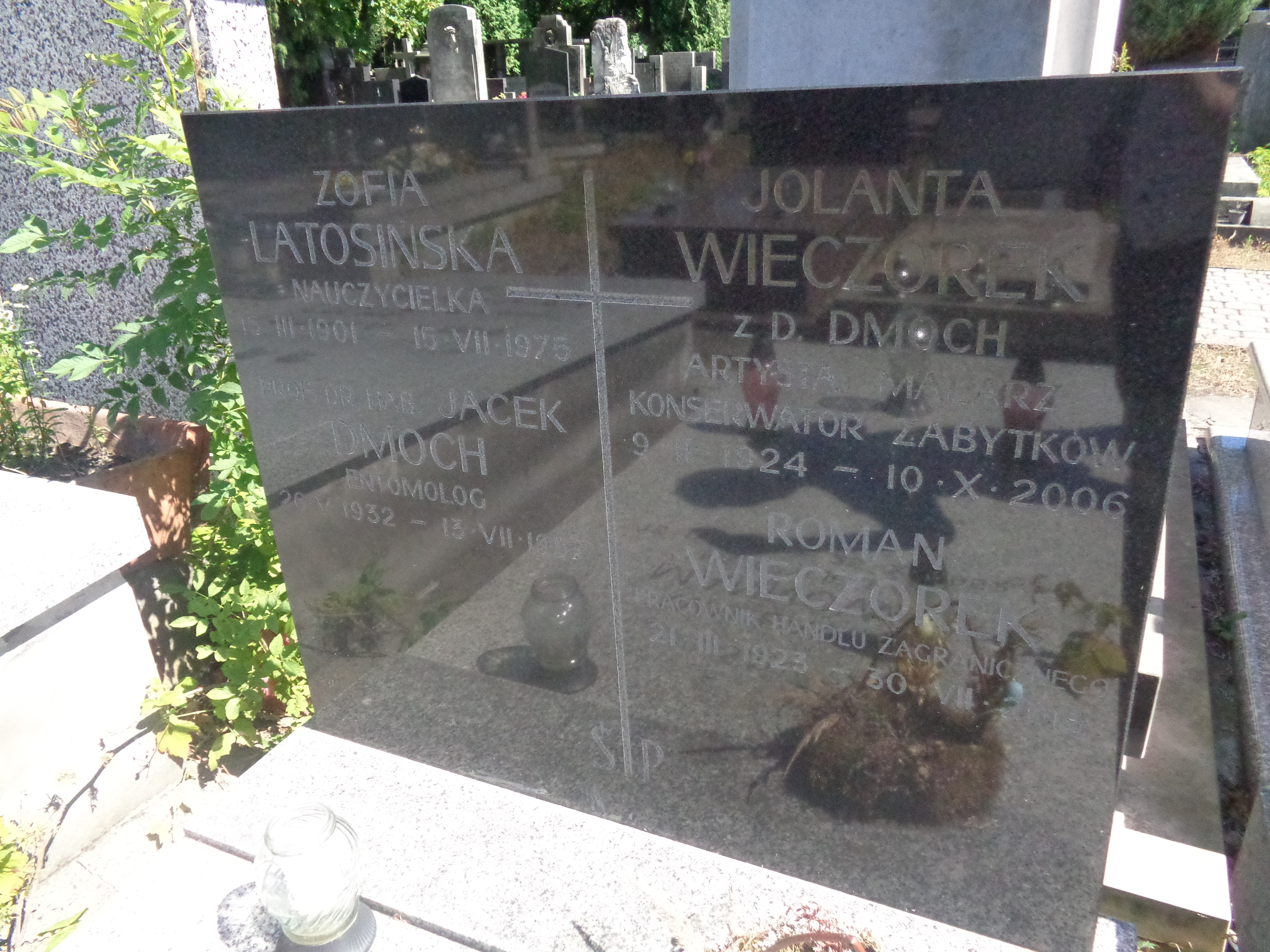
Grób Jacka Dmocha na Cmentarzu Powązkowskim

Jacek Dmoch (ur. 26 maja 1932 w Łukowie, zm. 13 lipca 1997 w Warszawie) – polski entomolog.

## Życiorys
W 1958 ukończył studia na Wydziale Biologii Uniwersytetu Warszawskiego, w 1963 obronił doktorat w Szkole Głównej Gospodarstwa Wiejskiego, tam również w 1972 habilitował się. W 1973 został uhonorowany Nagrodą Sekretarza Naukowego Polskiej Akademii Nauk, w latach 1978-1981 był prodziekanem Wydziału Ogrodnictwa SGGW. W 1982 został profesorem nadzwyczajnym, a w 1996 profesorem zwyczajnym. Jacek Dmoch był związany z Katedrą Entomologii Stosowanej w Wydziale Ogrodnictwa, Biotechnologii i Architektury Krajobrazu, był również kierownikiem Grupy Roboczej Techniki Ochrony Roślin Komitetu Ochrony Roślin PAN.
Pochowany na Cmentarzu Powązkowskim w Warszawie.

## Praca naukowa
Prowadził badania nad ochroną rzepaku i innych hodowlanych roślin krzyżowych oraz pieczarek przed szkodnikami z zastosowaniem parazytoidów. Zajmował się integracją metod zwalczania szkodników, rozpoznawaniem i opracowaniem sposobów walk ze szkodnikami na statkach rybackich i zwalczania zagrożeń transportu mączki rybnej. Jacek Dmoch oceniał efektywność zabiegów lotniczych zwalczających szkodniki w Polsce i prowadzonych przez Polaków w Afryce. 
Dorobek Jacka Dmocha obejmuje ponad 90 publikacji, w tym 64 oryginalne prace naukowe.    